# Lisa Fonssagrives

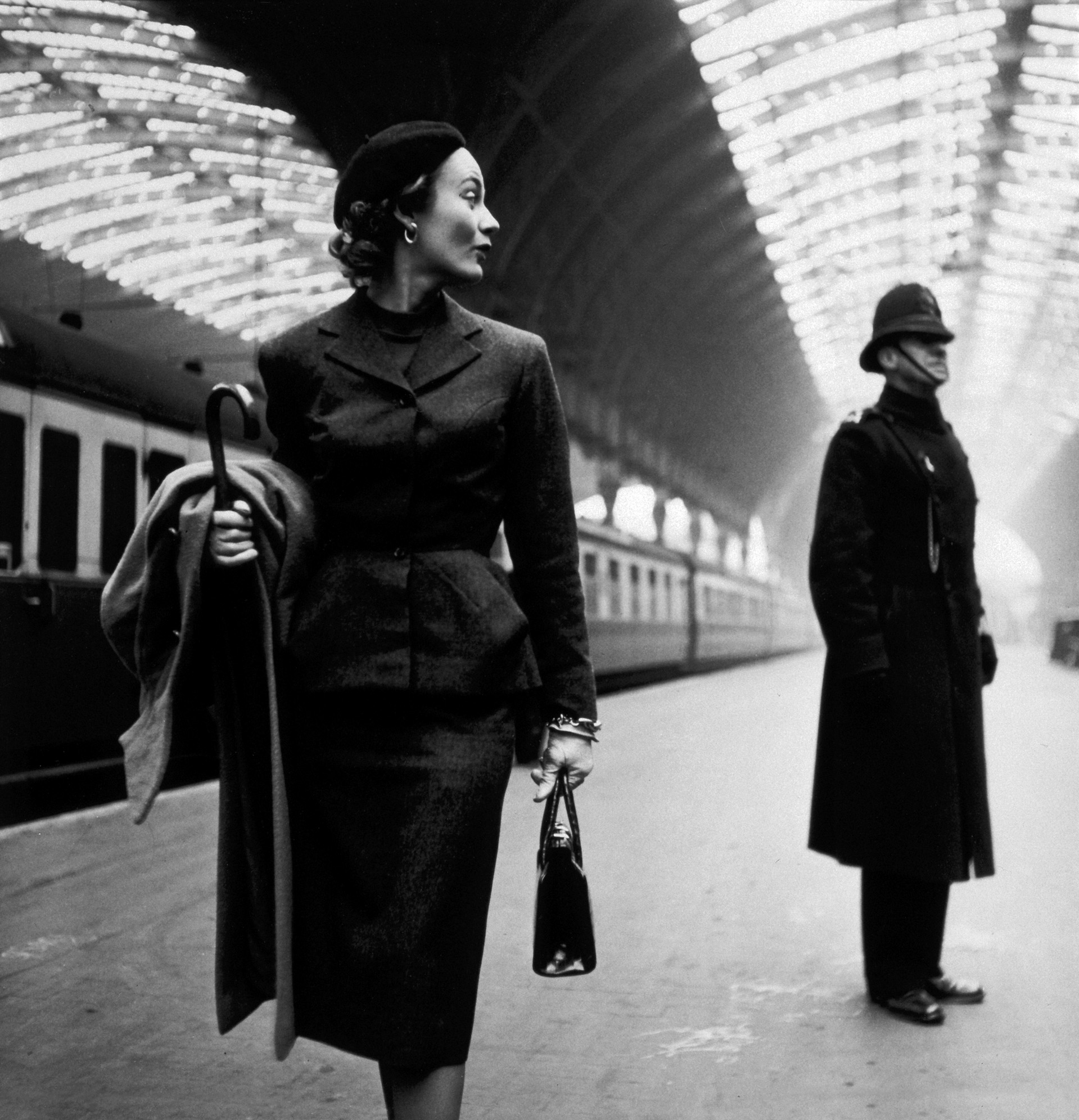
Lisa Fonssagrives am Bahnhof Paddington, Fotografie von Toni Frissell (1951)

Lisa Fonssagrives-Penn (* 17. Mai 1911 in Göteborg, Schweden, als Lisa Birgitta Bernstone; † 4. Februar 1992 in New York City) war ein Fotomodell. Sie wird auch als das erste Supermodel bezeichnet.
Zunächst studierte sie Bildhauerei. 1931 schrieb sie sich in Mary Wigmans Schule in Berlin ein und gründete, zurück in Schweden, selbst eine kleine Tanzschule. Mit der Choreografin Astrid Malmborg reiste sie zu einem Wettbewerb nach Paris, wo sie blieb, um Balletttänzerin zu werden. 1936 wurde sie dort von Willy Maywald als Model für Modefotografie entdeckt.  
Sie erschien auf den Titelseiten vieler Zeitschriften in den 1930er, 1940er und 1950er Jahren, beispielsweise auf Town & Country, Life und Vanity Fair, alleine bei der Vogue war sie 200-mal Titelmodell und kam noch 1961 mit 50 Jahren auf das Cover von Harper’s Bazaar. Zwischen 1936 und 1939 war sie das bestbezahlte Model in Paris. Sie arbeitete unter anderen mit den Fotografen George Hoyningen-Huene, Man Ray, Erwin Blumenfeld, George Platt Lynes, Richard Avedon, Horst P. Horst, Louise Dahl-Wolfe, Norman Parkinson, Edgar de Evia und ihrem späteren Ehemann Irving Penn.
Fonssagrives beschrieb sich selbstironisch als "good clothes hanger" (dt.: "guten Kleiderständer").
Sie heiratete 1935 den Pariser Tänzer und Fotografen Fernand Fonssagrives. 1939 zog das Paar in die USA um. 1950 ließ sich Lisa Fonssagrives scheiden und heiratete im selben Jahr Irving Penn. Nach der Model-Karriere wandte sich Lisa Fonssagrives wieder verstärkt der Bildhauerei zu. 
Lisa Fonssagrives starb im Alter von 80 Jahren. Ihre Tochter Mia Fonssagrives-Solow ist Kostümdesignerin, ihr Sohn Tom Penn Designer.